# Balabánovo
Balabánovo (del ruso: Балаба́ново) es una ciudad rusa, perteneciente al raión de Bórovsk de la óblast de Kaluga.
En 2021, la ciudad tenía una población de 29 029 habitantes. En su territorio no hay pedanías. Es la localidad más poblada del raión.
Está situada a orillas del río Protvá, a 76 km al norte de Kaluga.

## Historia
El pueblo de Balabánovo fue mencionado por primera vez a principios del siglo XVII. Se desarrolló, convirtiéndose en una pequeña ciudad a raíz de la construcción del ferrocarril Moscú-Briansk. La estación de Balabánovo fue abierta en 1899. Tiene estatus de ciudad desde 1972.

## Demografía
| 1959 | 1970   | 1979   | 1989   | 2002   | 2008   |
| ---- | ------ | ------ | ------ | ------ | ------ |
| 3400 | 10 900 | 15 400 | 19 139 | 23 312 | 23 231 |

## Cultura y lugares de interés
En el cercano valle del río Istia se encuentran las ruinas de una fábrica siderúrgica del siglo XVIII.

## Industria y transportes
Encontramos en Balabánovo la importante fábrica de cerillas Plitspichprom, así como una fábrica de embalajes de la empresa fino-sueca Stora Enso.
Como se ha mencionado en el apartado histórico, Balabánovo está en la línea de ferrocarril Moscú-Briansk.
Asimismo, la autopista rusa M3, que discurre entre Moscú, Briansk y la frontera ucraniana (y de aquí hacia Kiev) se cruza en Balánovo con la carretera nacional A-108, el Gran Anillo de Moscú.
La ciudad está servida por el aeropuerto de Yermólino.

## Personalidades
El eminente matemático ruso Pafnuti Chebyshov nació y pasó su infancia en el pueblo de Okatovo, cercano a Balabánovo.

## Galería

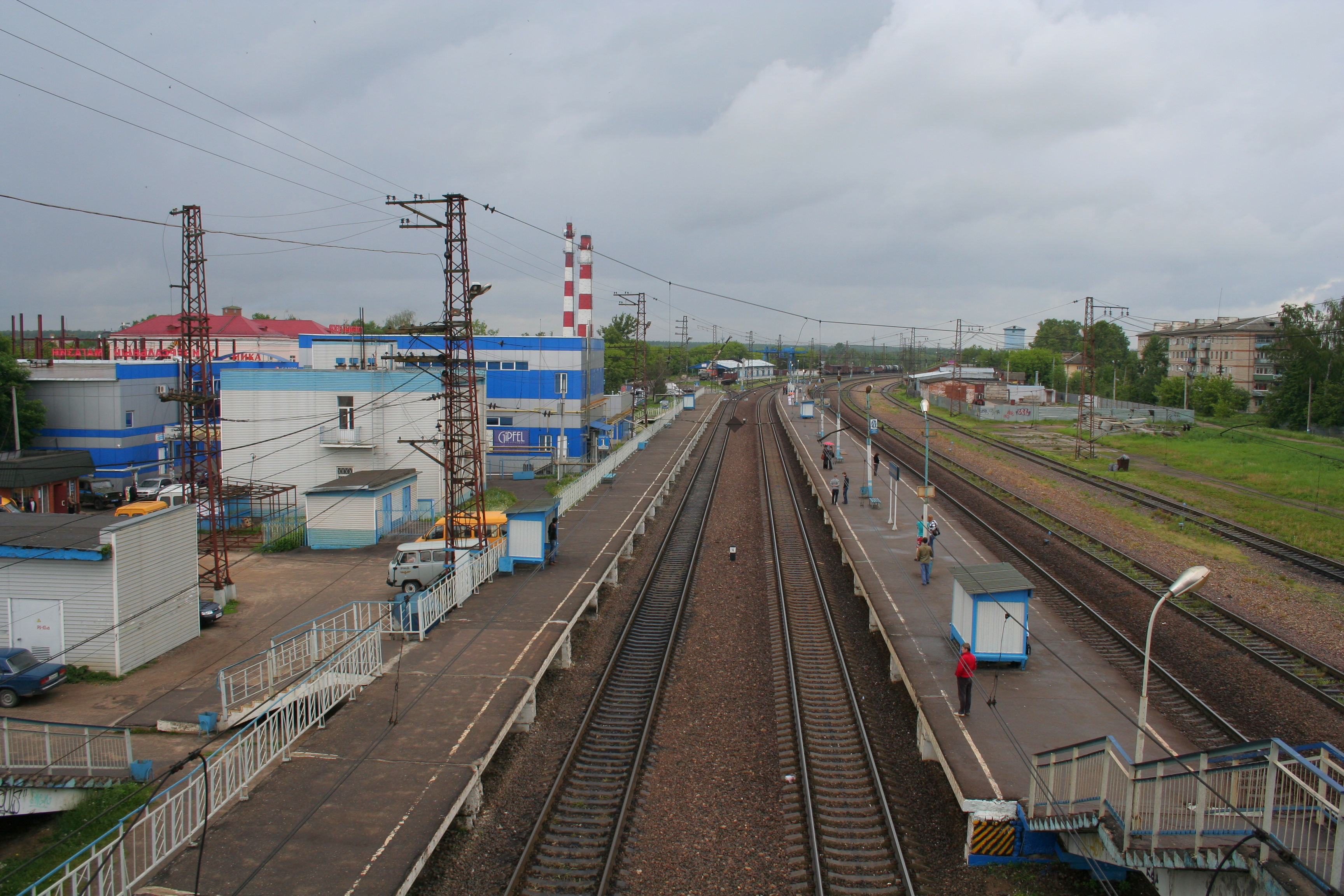
Estación de tren de Balabánovo.